# 레너드 말로니
레너드 말로니(영어: Lennard Maloney, 1999년 10월 8일 ~ )는 독일 출신의 미국 축구 선수이다. 현재 독일 분데스리가의 마인츠 05에서 활약하고 있다.